# ランドローバー・300Tdiエンジン
ランドローバー・300Tdiエンジン（Land Rover 300Tdi engine）は、ランドローバーの直列4気筒ディーゼルエンジンであり、ランドローバー・200Tdiエンジンの後継である。
1994年から2006年まで生産された。

## 概要

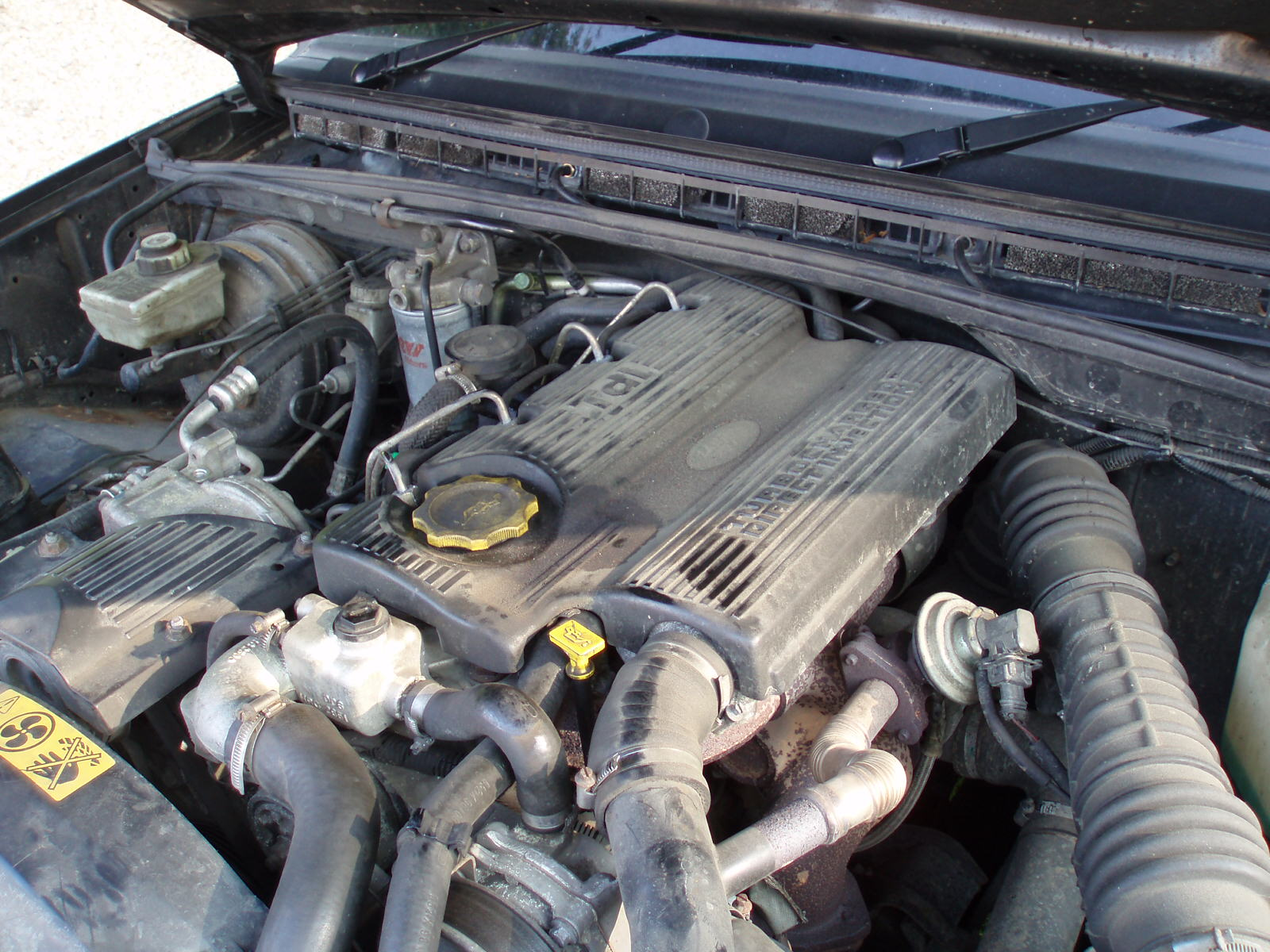
ディスカバリー シリーズIに搭載された300Tdi。200Tdiと違い、300Tdiは全てのランドローバー車に搭載された。

200Tdiエンジンは技術的にも商業的にも成功であったが、一定の制限や欠陥を修正する必要があった。多くの違いはあるものの、200Tdiエンジンは古いターボディーゼルエンジンの直噴バージョンでしかなかった。また、特にディスカバリーやレンジローバーに搭載するには騒々しく洗練されていなかった。スペシャルバージョンの200Tdiがディフェンダー用に生産されたが、初期モデルではボアの摩耗の問題があり、またヘッドガスケットの問題も認識されていた。イギリス軍（およびその他のいくつかの軍）は無線機のための24ボルトオルタネーターが搭載できないため200Tdiを導入せず、古い2.5リットル自然吸気ディーゼルエンジンを購入し続けた。今後の欧州ディーゼル排出ガス規制（ユーロI）に対応するためには、ランドローバーはいずれにしても根本的にエンジンを変更しなければならなかった。
その結果、開発プロジェクト（コードネームロームルス）により、300Tdiエンジンが開発された。外観はディスカバリーやレンジローバーに搭載された200Tdiに非常に似ているが、208箇所の変更が加えられた。シリンダーブロックやシリンダーヘッド、燃料噴射装置のほか、クランクシャフトやピストン、コンロッドが大幅に変更された。外観上の明白な違いはノイズを軽減するためにエンジンにカバーが付けられたことと、補機を駆動するための複数のVベルトを1本のサーペンタインベルトに変更したことであった。排出ガス規制のため排気再循環システムも搭載された。すべてのランドローバー車に変更なしで搭載できるように設計されたため、ディフェンダーのエンジンとディスカバリー/レンジローバのエンジンは同一のものとなった。
300Tdiは200Tdiよりスムースかつ静かであったが、実用燃費は良くないことがわかった。ユーロ1排出ガス規制はランドローバーの予想よりも厳しい物ではなかったため、300Tdiはユーロ3導入まで生き残る事が出来た。オートマチックトランスミッション車に搭載される時は、トランスミッションによるロスに対応するため最大出力は91 kWまでアップされた。このエンジン（エンジンコード23L）にはボッシュEDC（Electronic Diesel Control）システムが搭載され、機械式インジェクターは電子スロットルによってドライブ・バイ・ワイヤによりコントロールされる。
1998年、300Tdiは5気筒のTd5エンジンに置き換えられ、1957年から続くランドローバーの4気筒エンジンの系統は終焉となった。Td5は大まかにはLシリーズディーゼルエンジンをベースにしていた。300Tdiのブラジルでの生産は継続され、イギリスやヨーロッパ以外の国でエンジンの選択肢として残された。2000年のフォードによるランドローバーの買収により、300Tdiはフォード・ブラジルのピックアップトラックでも使われるようになった。
ワールドワイドの排出ガス規制の広がりと売上の落ち込みにより、2006年に300Tdiの生産は終了した。2.8リッターに変更されたバージョンはブラジルのInternational Enginesにより生産しつづけられており、ランドローバーのアフターマーケットパーツとしても利用可能である。
レイアウト: 直列4気筒

ブロック/ヘッド: 鋳造鉄/アルミニウム合金

バルブ: OHV, ベルトドライブカムシャフト, プッシュロッド

排気量: 2,495 cc

ボアxストローク: 90.47 mm x 97 mm

圧縮比: 19:1

燃料噴射装置: ボッシュVEロータリーポンプ + ボッシュ2ステージインジェクター (オートマチックトランスミッション車にはボッシュEDCシステムを搭載)

過給器: アライドシグナルT25ターボチャージャー

最高出力:  83 kW / 4,250 rpm (マニュアルトランスミッション車)
91 kW / 4,250 rpm (オートマチックトランスミッション車)

最大トルク: 264 N·m / 1,800 rpm (マニュアルトランスミッション車)
285 N·m / 1,800 rpm (オートマチックトランスミッション車)

販売期間: 1994年-2006年

搭載車種: ランドローバー・ディフェンダー, ランドローバー・ディスカバリー, ランドローバー・レンジローバー, フォード・ブラジルのピックアップトラック
エンジン型式：
15L:軍用エンジン　24ボルト(マニュアルトランスミッション車、オートマチックトランスミッション車)
16L:ディフェンダー
17L: EDCマニュアルトランスミッションのディスカバリー、レンジローバー
18L:Detoxed(公害対策車)マニュアルトランスミッションのディスカバリー、レンジローバー
19L:EDCオートマチックトランスミッションのディスカバリー、レンジローバー
20L:Detoxedオートマチックトランスミッションのディスカバリー、レンジローバー
21L:EGR(Exhaust Gas Recirculation)  マニュアルトランスミッションのディスカバリー、レンジローバー
22L:EGRオートマチックトランスミッションのディスカバリー、レンジローバー
23L:電気式EGR(Exhaust Gas Recirculation)ブラジル製、後期のディフェンダー